# Jurgis Hardingsonas
Jurgis Hardingsonas (24 settembre 1892 – 1936) è stato un calciatore lituano, di ruolo difensore.

## Carriera

### Club
Ha sempre giocato nel campionato lituano.

### Nazionale
Ha rappresentato la nazionale lituana in occasione delle Olimpiadi del 1924.